# Schizocosa saltatrix
Schizocosa saltatrix este o specie de păianjeni din genul Schizocosa, familia Lycosidae. A fost descrisă pentru prima dată de Hentz, 1844. Conform Catalogue of Life specia Schizocosa saltatrix nu are subspecii cunoscute.